# Abhängig
Abhängig ist ein Dokumentarfilm des DEFA-Studios für Dokumentarfilme von Eduard Schreiber aus dem Jahr 1984.

## Handlung
Mit einem Blick auf eine schmale Gasse zwischen zwei Montagehallen der Neptun Werft im verschneiten Morgengrauen eines Wintertages beginnt der Film. Eine Stimme aus dem Off erklärt, dass man hier seit dem Jahr 1980 Mitarbeitern hilft, die durch Alkoholsucht zum Außenseiter wurden. Sie haben hier die Möglichkeit, unter Aufsicht Medikamente einzunehmen, die sie vom Alkohol abbringen sollen. Dazu gehört auch eine spezielle Betreuungsstelle, die Eberhard Kunstmann leitet und die 1982 eingerichtet wurde. Hier werden gemeinsam mit der Betriebspoliklinik, dem psychiatrischem Zentrum der Stadt und den Brigaden die alkoholkranken Kollegen über ihren Zustand aufgeklärt und sozial betreut.
Ein Blick in einen Beratungsraum zeigt Eberhard Kunstmann, wie er sich als Mitarbeiter des Büros für Kader und Bildung vorstellt. Seine Zuhörer sind die Kollegen eines Alkoholabhängigen, mit denen über dessen Problematik gesprochen werden soll. Es kommt zur Sprache, dass der Betreffende bereits seit 1967 in der Werft arbeitet und seine Arbeit qualitätsmäßig gut gemacht hat, bis der Alkohol kam. Mit dem Trinken kamen die Unannehmlichkeiten in seinem Umfeld und die Familie ging kaputt. Kunstmann betont, dass der Kollege auf keinen Fall, auch keinen Tropfen, Alkohol trinken darf. Ein Kollege wirft ein, dass er nicht mehr mit dem alkoholkranken Mann zusammenarbeiten will, denn von ihm sind sechs bis acht Arbeiter abhängig, die durch ihn ihre Leistung nicht erfüllen können und somit weniger Geld verdienen. Doch Kunstmann betont nochmals, dass das Kollektiv auch eine Verantwortung hat, ihren Kollegen vom Alkohol abzubringen. In einer nächsten Einstellung erzählt der Alkoholabhängige, wie er auf der Werft angefangen hat, sich qualifizierte, heiratete und wie die ersten Probleme auftraten. Das führte bis zum Trinken von zwei großen Flaschen Schnaps pro Abend und zum versuchten Selbstmord mit Gas, obwohl sich seine geschiedene Frau und sein Kind mit in der Wohnung befanden. Er ist jedenfalls der Meinung, dass er mit den Tabletten jetzt auf einem guten Weg ist.
Neben Kunstmann sitzt ein weiterer Abhängiger im Beratungsraum, der die Fragen des anwesenden Arztes nur mit Ausflüchten beantwortet. Ihm wird in dem Gespräch klargemacht, dass er bereits als kriminell-gefährdeter Bürger erfasst ist und er die Auflage erhalten hat, zur Facharztsprechstunde zu gehen, um sich einer Therapie zu unterziehen. Sollte er diese ablehnen, muss er mit entsprechenden Konsequenzen rechnen, die z. B. ein Ordnungsstrafverfahren nach sich ziehen können. Da er im Moment nicht betrunken ist, bekommt er den Ratschlag, sich es noch einmal zu überlegen und in die Therapie einzustimmen. Mehrere Wochen danach meldet sich dieser Abhängige wieder bei Herrn Kunstmann, um eine Therapie zu machen. Er hat es allein nicht geschafft, denn alle Verwandten und Bekannten trinken, wenn auch nicht so viel. Das Gleiche gilt auch für seine Arbeitskollegen.
Nachdem Kunstmann in seinem Büro wieder ein Gespräch mit zwei weiteren Abhängigen führte, versucht er über die Krankheit und ihre Zusammenhänge aufzuklären. Er zeigt, dass seine Arbeit wichtig ist, denn allein kommt man im Normalfall aus dem Problem nicht mehr heraus. Das gelingt nur im Zusammenschluss des Betroffenen mit dem Mediziner, den Arbeitskollegen, der Familie und der persönlichen Betreuung. Das ist ganz wichtig, denn der Alkoholiker wird durch seine Krankheit automatisch zum Außenseiter. Wenn einer bereit ist, eine Behandlung zu machen, ist das für Kunstmann bereits der erste Erfolg.
Für den zuerst vorgestellten Alkoholkranken in diesem Film war die Therapie ein Erfolg. Am Ende hat er seinen Tauglichkeitsschein als Kranfahrer wiederbekommen, ist selbstsicherer geworden, hat das Vertrauen seiner Kollegen wiedergewonnen und will jetzt die verlorene Zeit und das entgangene Geld wieder aufholen.
Zwischen den einzelnen Abschnitten dieses Films werden immer wieder Aufnahmen aus dem Betriebsablauf der Werft, inklusive des Stapellaufs eines Schiffes, gezeigt.

## Produktion und Veröffentlichung
Abhängig ist ein Schwarzweißfilm, den Eduard Schreiber mit der Künstlerischen Arbeitsgruppe (KAG) effekt unter dem Arbeitstitel Werftarbeiter Kunstmann in der Neptun Werft in Rostock drehte. Die Dramaturgie lag in den Händen von Richard Ritterbusch.
Die erste nachgewiesene Aufführung des Films erfolgte im Oktober 1983 beim 6. Nationalen Dokumentar- und Kurzfilmfestival in Neubrandenburg. Als Anlaufdatum in den Kinos wird der 13. Januar 1984 angegeben.
Der Film erschien 2019 zusammen mit sechs weiteren filmischen Arbeiten von Eduard Schreiber in der Edition Eduard Schreiber – Essayfilmer der DEFA bei Absolut Medien auf DVD.

## Hintergrund
Alkoholismus war in der Deutschen Demokratischen Republik (DDR) ein verbreites Problem. Die Pro-Kopf-Konsummengen an Alkohol stiegen über die Dauer des Bestehens der DDR deutlich an. Alkoholbedingte Arbeitsausfälle waren weit verbreitet und führten u. a. zu ökonomischen Einbußen. Ende der 1970er Jahre galten drei Prozent der Mitarbeiter der Neptun-Werft als alkoholkrank bzw. -gefährdet. Die Betriebsführung der Werft nahm an, dass infolge von Alkoholmissbrauch rechnerisch jährlich ein Schiff weniger gebaut werden konnte, als eigentlich möglich. Entsprechend wurden ab den späten 1970er Jahren betriebsnahe Versorgungsstrukturen etabliert, die später mit anderen Einrichtungen der Stadt kooperierten. Die geschaffenen Einrichtungen zur Betreuung Alkoholkranker in Rostock als auch im Rest des Landes boten vielerorts gleichwohl keine ausreichenden Kapazitäten.

## Kritik
Klaus-Peter Wolf stellt in der Neuen Zeit fest, dass der

„Film von Eduard Schreiber, (der) ein Experiment vorstellt, das in dieser Form in der DDR bisher einmalig ist. Überflüssig erscheinen allerdings dazwischen geschnittene symbolträchtige Bilder von der Arbeit auf der Werft und einer Musik, mit der man offensichtlich versuchte, dem gewählten Thema eine harmonische Note hinzuzufügen.“

## Auszeichnungen
- 1984: Findlingspreis 1983 der Filmklubs der DDR